# Operación Centinela de la Libertad
La  Operación Centinela de la Libertad (OFS, por sus siglas en inglés de Operation Freedom's Sentinel) fue el nombre oficial utilizado por el Gobierno de los Estados Unidos para designar la misión en la Guerra de Afganistán posterior a la Operación Libertad Duradera (OEF) en el marco de la Guerra contra el terrorismo.
La Operación Freedom's Sentinel formó parte de la misión de Apoyo Decidido liderada por la OTAN, que comenzó el 1 de enero de 2015. OFS tiene dos componentes: contraterrorismo y trabajar con aliados como parte del Apoyo Decidido. Hay 17.148 tropas de la OTAN en Afganistán a partir de junio de 2019.

## Objetivos
Después de trece años de la Operación Libertad Duradera, el ejército de los Estados Unidos y los aliados de la OTAN cambiaron su enfoque de las principales operaciones militares a un papel más pequeño de entrenamiento y asistencia liderados por la alianza atlántica. Mientras que la mayor parte de la nueva misión estaba bajo Apoyo Decidido dirigida también por la OTAN, los aliados comunicaron que «un contingente separado de fuerzas estadounidenses 'no OTAN' participará en la protección de la fuerza, el apoyo logístico y las actividades antiterroristas».
Una declaración del 1 de octubre de 2015 del general John F. Campbell, comandante de la misión de Apoyo Decidido de las Fuerzas Armadas de los Estados Unidos en Afganistán y la Fuerza Internacional de Asistencia para la Seguridad, definió los objetivos del ejército estadounidense:

Las fuerzas estadounidenses están llevando a cabo dos misiones bien definidas: una misión de lucha contra el terrorismo (CT) contra los restos de Al-Qaeda y la misión TAA de apoyo decidido en apoyo de las fuerzas de seguridad afganas. Nuestros esfuerzos de CT y TAA son concurrentes y complementarios "Mientras continuamos atacando a los remanentes de Al-Qaeda, también estamos construyendo el ANDSF para que pueda asegurar al pueblo afgano, ganar la paz y contribuir a la estabilidad en toda la región.

Cuando OFS comenzó, los niveles de tropas estadounidenses en Afganistán eran de 9.800 soldados. El general Campbell solicitó 1,000 tropas adicionales mientras que los niveles de tropas de la OTAN se incrementaron a una fuerza de aproximadamente 13,500. Su solicitud fue concedida. A partir de 2019, los niveles de tropas estadounidenses están en 14,000 tropas en apoyo combinado de las misiones de Apoyo Decidido, OTAN, y OFS.

## Informes del Congreso
El inspector general Principal para Operaciones de Contingencia en el Extranjero (Lead IG) es responsable de presentar un informe trimestral sobre OFS al Congreso. El informe trimestral describe actividades en apoyo de la OFS, así como el trabajo del Departamento de Defensa, el Departamento de Estado y la Agencia de los Estados Unidos para el Desarrollo Internacional para promover los objetivos de política del Gobierno de los Estados Unidos en Afganistán.
Extractos del informe del 1 de enero de 2018 al 30 de marzo de 2018:

El general John Nicholson, Jr. , comandante de apoyo resuelto y comandante de las Fuerzas estadounidenses-Afganistán (USFOR-A) dijo este trimestre que las fuerzas estadounidenses y afganas estaban ganando impulso a través de la nueva estrategia del sur de Asia, y que los talibanes estaban cambiando a la "guerrilla" tácticas y ataques suicidas "porque ya no era capaz de llevar a cabo ataques para apoderarse de ciudades o distritos. Sin embargo, los ataques suicidas y los bombardeos en Kabul y en todo Afganistán causaron cientos de víctimas civiles y suscitaron inquietudes entre los afganos sobre si el gobierno puede asegurar el país.
Estados Unidos enfrenta múltiples desafíos en Afganistán. Los informes trimestrales anteriores de Lead IG identificaron varios desafíos que enfrenta Afganistán y la misión OFS, incluida la preparación para celebrar elecciones parlamentarias seguras y creíbles, derrotar a ISIS-K y presionar a Pakistán para eliminar los refugios seguros. Durante el trimestre, Estados Unidos y Afganistán continuaron tratando de abordar estos desafíos, aunque con un progreso limitado, como se detalla en este informe.
Este trimestre, las agencias líderes de IG también observaron los siguientes desafíos emergentes que complican la misión y los esfuerzos de OFS para poner fin al conflicto:
Derivando los ataques en Kabul.
Gestionar el aumento de la violencia en Afganistán.

Persiguiendo la paz.

## Finalización
Con el enfrentamiento estancando, el 29 de febrero el gobierno de los Estados Unidos firmó un acuerdo de paz con los talibanes en Doha (Catar), lo que automáticamente puso fin a las operaciones de ataque al Talibán, entre dichas operaciones está OFS.